# Sclerocactus scheeri
Sclerocactus scheeri är en kaktusväxtart som först beskrevs av Salm-dyck, och fick sitt nu gällande namn av Nigel Paul Taylor. Sclerocactus scheeri ingår i släktet Sclerocactus och familjen kaktusväxter. Inga underarter finns listade i Catalogue of Life.

## Bildgalleri

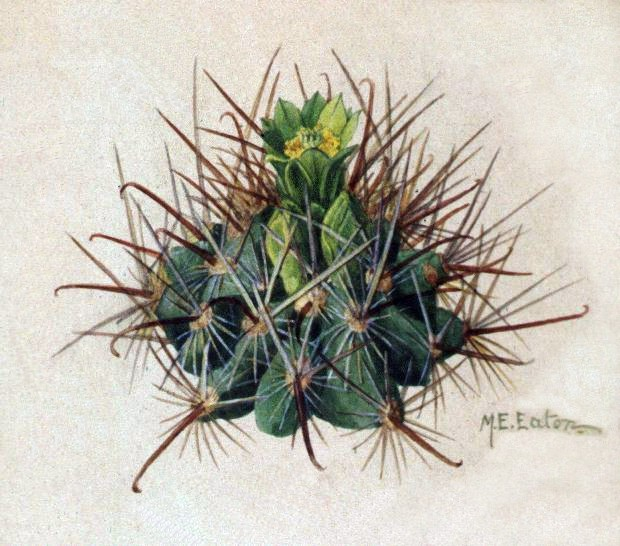
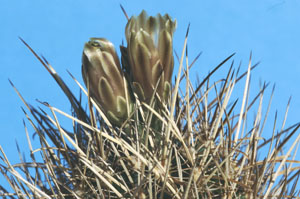
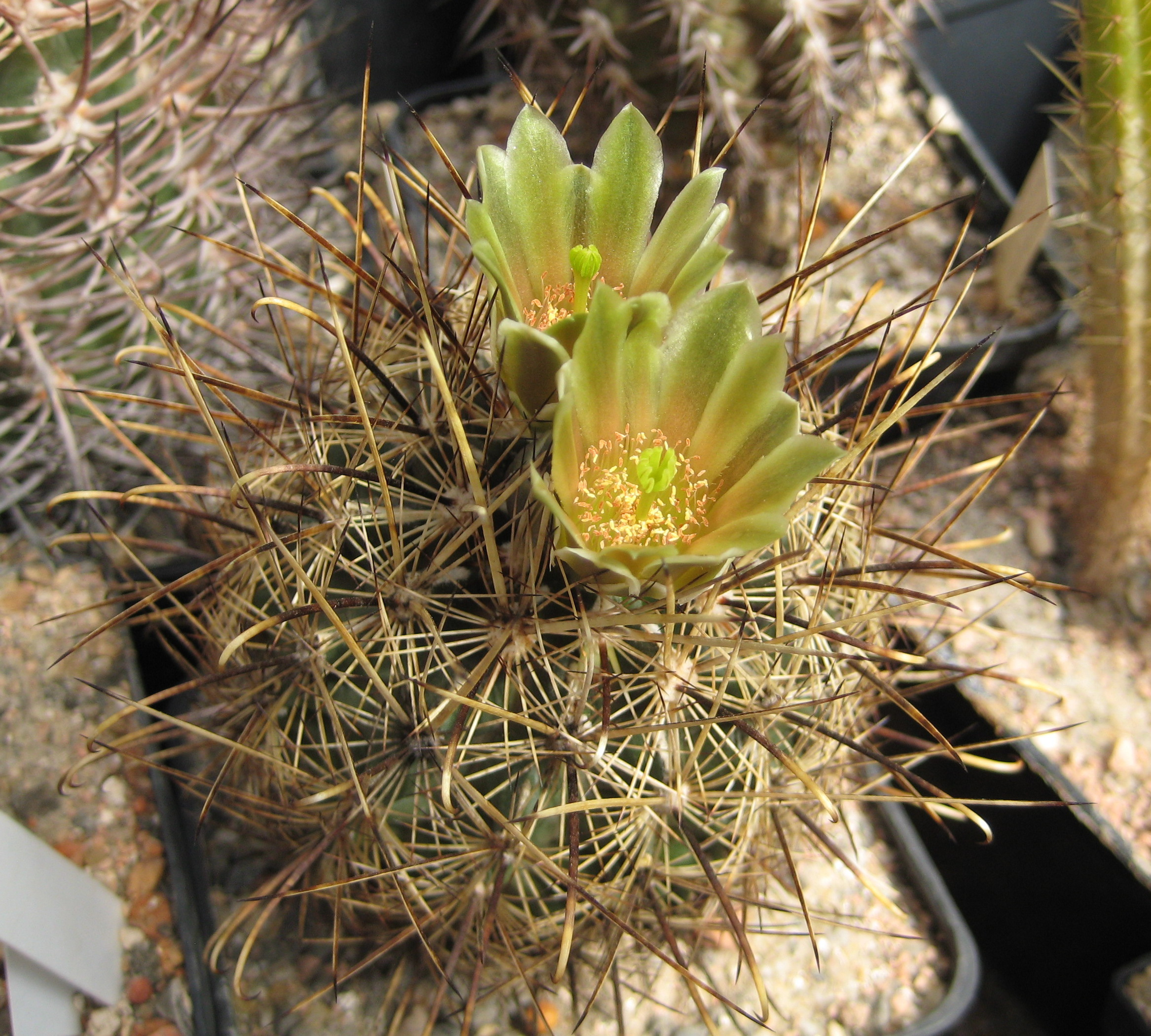